# 逸雲寄廬

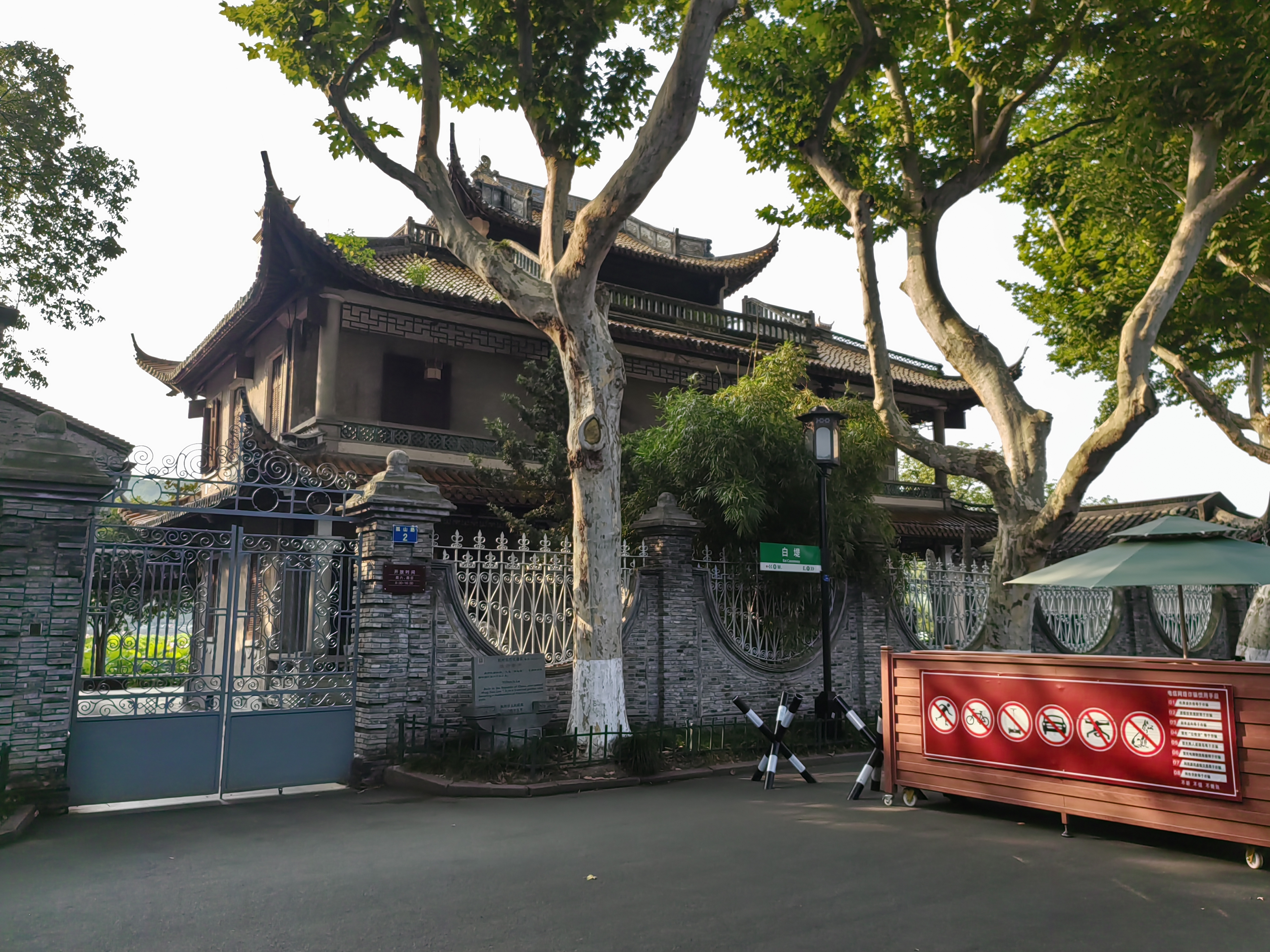
逸雲寄廬

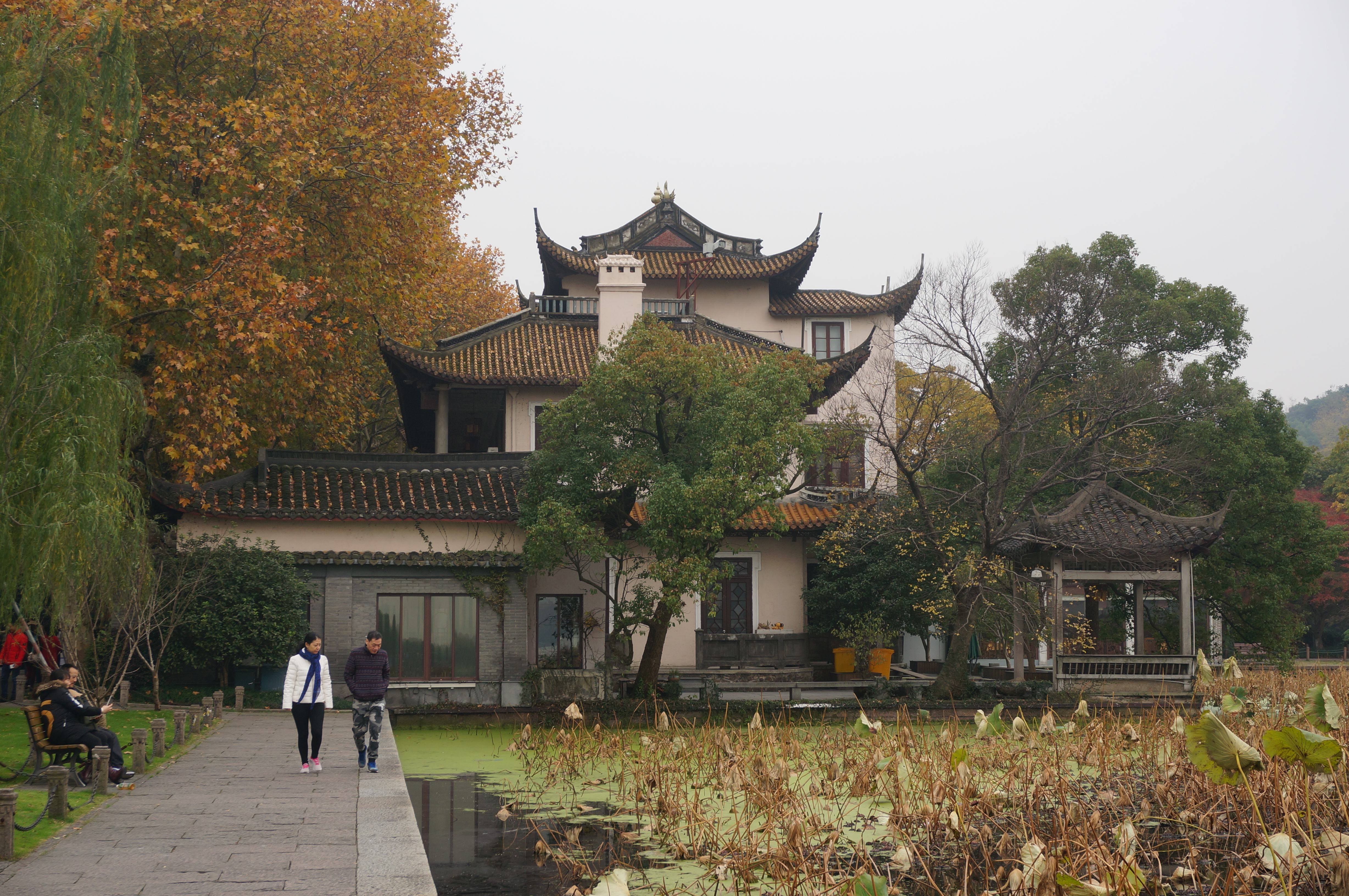

逸雲寄廬是位於中华人民共和国浙江省杭州市西湖區的一座建築，靠近平湖秋月景點。這棟建築建於1927年，最初的所有者是唐寶泰。1949年後，逸雲寄廬被杭州市政府接管，現作為浙江省老干部活動中心使用。